# Bunar (Jagodina)
Pour les articles homonymes, voir Bunar.
Bunar (en serbe cyrillique : Бунар) est un village de Serbie situé sur le territoire de la ville de Jagodina, district de Pomoravlje. Au recensement de 2011, il comptait 453 habitants.

## Démographie

### Évolution historique de la population
| 1948 | 1953 | 1961 | 1971 | 1981 | 1991 | 2002 | 2011 |
| ---- | ---- | ---- | ---- | ---- | ---- | ---- | ---- |
| 821  | 813  | 867  | 760  | 656  | 575  | 485  | 453  |

|  |